# Portulaca wightiana
Portulaca wightiana är en portlakväxtart som beskrevs av Nathaniel Wallich. Portulaca wightiana ingår i släktet portlaker, och familjen portlakväxter. Inga underarter finns listade i Catalogue of Life.